# Grambússa

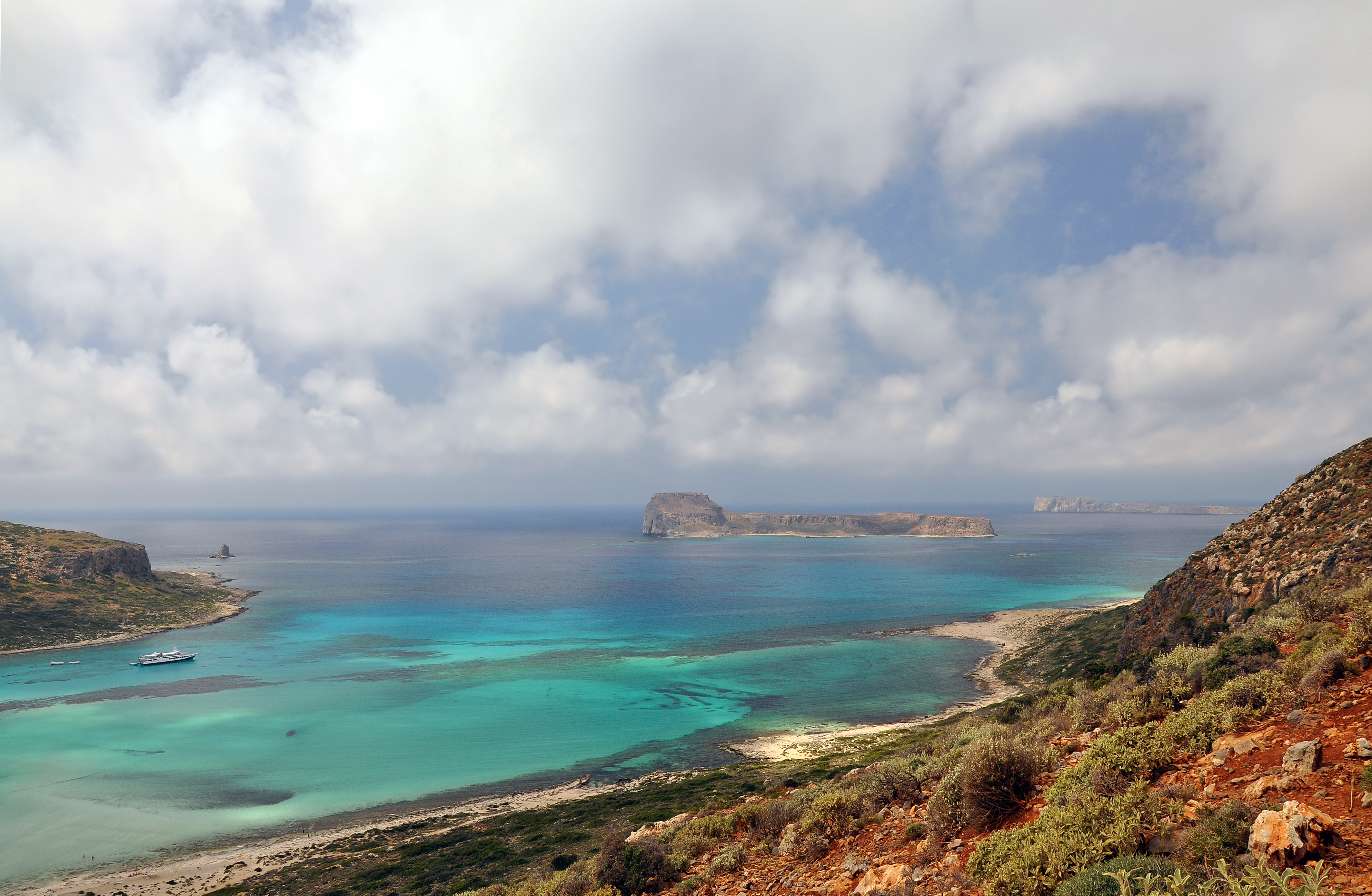
Vista da baía de Balos desde a península de Grambússa em direção a noroeste; em baixo, à esquerda: praia de Balos; à esquerda: cabo Tigani; ao fundo, ao centro: Imeri Grambússa; ao fundo, à direita: Ágria Grambússa

Grambússa ou Gramvússa (em grego: Γραμβούσ(σ)α), também designada ou Grampousa (Γραμπούσα), Acra, Cavo Buso, Cavo Bouza, Garabusa e Grabusa, é o nome duma aldeia, península e dois ilhéus ao largo da costa noroeste da ilha de Creta, Grécia, na unidade regional de Chania e município de Císsamos. A aldeia de Grambússa situa-se ligeiramente a sul da península, no interior de Creta, 5 km a sudoeste do porto de Císsamos e a 7  desta última.

## Península de Grambússa e Balos
A península de Grambússa é uma língua estreita, montanhosa, rochosa e árida, cujas partes mais altas se erguem a mais de 730 metros acima do mar. Constitui a extremidade noroeste de Creta e o limite ocidental da baía de Císsamos, cujo lado oriental é a península de Rodopou. Termina a norte com o cabo Vúxa. Os ilhéus de Grambússa limitam a norte e noroeste a baía de Balos, cujo limite sudoeste é o cabo Tigani e a pitoresca praia de Balos, situada no istmo do cabo Tigani.
No istmo do cabo Tigani encontra-se a laguna de Balos que se não fosse por uma estreita faixa de terra transformaria o cabo Tigani numa ilha. Pela sua beleza natural, nomeadamente pelo contraste dos diversos tons de azul turquesa e verde do mar e da laguna com o branco da areia, os amarelos e ocres da terra e rochas e da aridez selvagem da costa, a baía e praia de Balos são um dos ícones fotográficos de Creta. No cabo Córico, menos de dois quilómetros a nordeste de Balos, situa-se o sítio arqueológico de Choro Ágnio (35° 35' 49" N 23° 36' 12" E), onde se encontram as ruínas da pequena localidade romana de Ágnio, onde há ruínas de um templo dedicado ao deus Apolo. A praia de Balos só é acessível a pé ou de barco, o meio de transporte usado pela maioria dos visitantes, embora haja uma estrada com 8 km que vai de Caliviani até ao cimo do monte que fica a leste da praia, a cerca de um quilómetro em linha reta até à praia. A distância desde Císsamos até ao fim da estrada são cerca de 15 km.
Na península e nos ilhéus foram identificadas mais de 100 espécies de aves e 400 espécies de plantas. A foca-monge-do-mediterrâneo (Monachus monachus) procria em cavernas da costa.[a][carece de fontes?]

## Os ilhéus de Grambússa
O ilhéu de Imeri Grambússa (em grego: Ήμερη Γραμβούσα), cujo nome significa "Grambússa mansa" situa-se em na baía de Balos, cerca de um quilómetro a oeste da praia homónima da península. Nela encontram-se as ruínas de um forte veneziano, que se ergue a 137 metros de altitude, e dos edifícios deixados por rebeldes cretenses, que foram obrigados a viver como piratas durante a guerra de independência da Grécia (1821–1829). Atualmente, Imeri Grambússa é uma atração turística popular.
Ágria Grambússa (Άγρια Γραμβούσα), cujo nome significa "Grambússa selvagem", apesar de ligeiramente maior do que Imeri Grambússa, faz jus ao seu nome, sendo bastante mais selvagem e inóspita. Situa-se aproximadamente dois quilómetros a norte de Imeri Grambússa e frente ao cabo Vúxa, do qual dista pouco mais de 500 metros.
Segundo alguns estudiosos, os dois ilhéus de Grambússa são as Korikies mencionadas por Homero. A confirmar-se esta hipótese, Imeri Grambússa é a ilha de Eolos mencionada na Odisseia.[a][carece de fontes?]
Imediatamente a norte da extremidade do cabo Tigani situa-se o rochedo de Valenti, ligado ao folclore tradicional cretense por ser frequentemente mencionado em poemas e em mantinades, uma forma de declamação musical típica de Creta e de outros locais da Grécia.[carece de fontes?]

## História

### Guerras otomano-venezianas
O forte de Imeri Grambússa foi construído em 1579 durante o domínio veneziano em Creta (Ducado de Cândia) para defender a ilha dos turcos otomanos. Quando Creta foi rendida aos otomanos pelos venezianos pelo tratado de 16 de setembro de 1669, Grambússa foi mantida por Veneza, juntamente com as fortalezas dos ilhéus de Suda e Espinalonga. Essas três fortalezas defendiam as rotas comerciais venezianas e eram bases estratégicas para a eventualidade de uma nova guerra otomano-veneziana em Creta.
A 6 de dezembro de 1691, durante a Guerra da Moreia (outra guerra otomano-veneziana), o capitão napolitano Giocca[carece de fontes?] traiu os venezianos entregando Grambússa aos turcos em troca de um generoso suborno. Viveu o resto dos seus dias em Constantinopla e ficou conhecido pela alcunha "Capitão Grambusas". Pouco depois do início do domínio otomano, rebeldes cretenses começaram a usar as três fortalezas costeiras como ponto de reunião.

### Guerra de independência grega
Com o estalar da guerra de independência da Grécia, o forte caiu nas mãos dos insurgentes. Em 1823, Emmanouil Tombazis, o comissário do governo provisório para Creta, fracassou em reforçar as defesas em Grambússa quando houve oportunidade para tal, pouco depois da sua chegada à ilha.

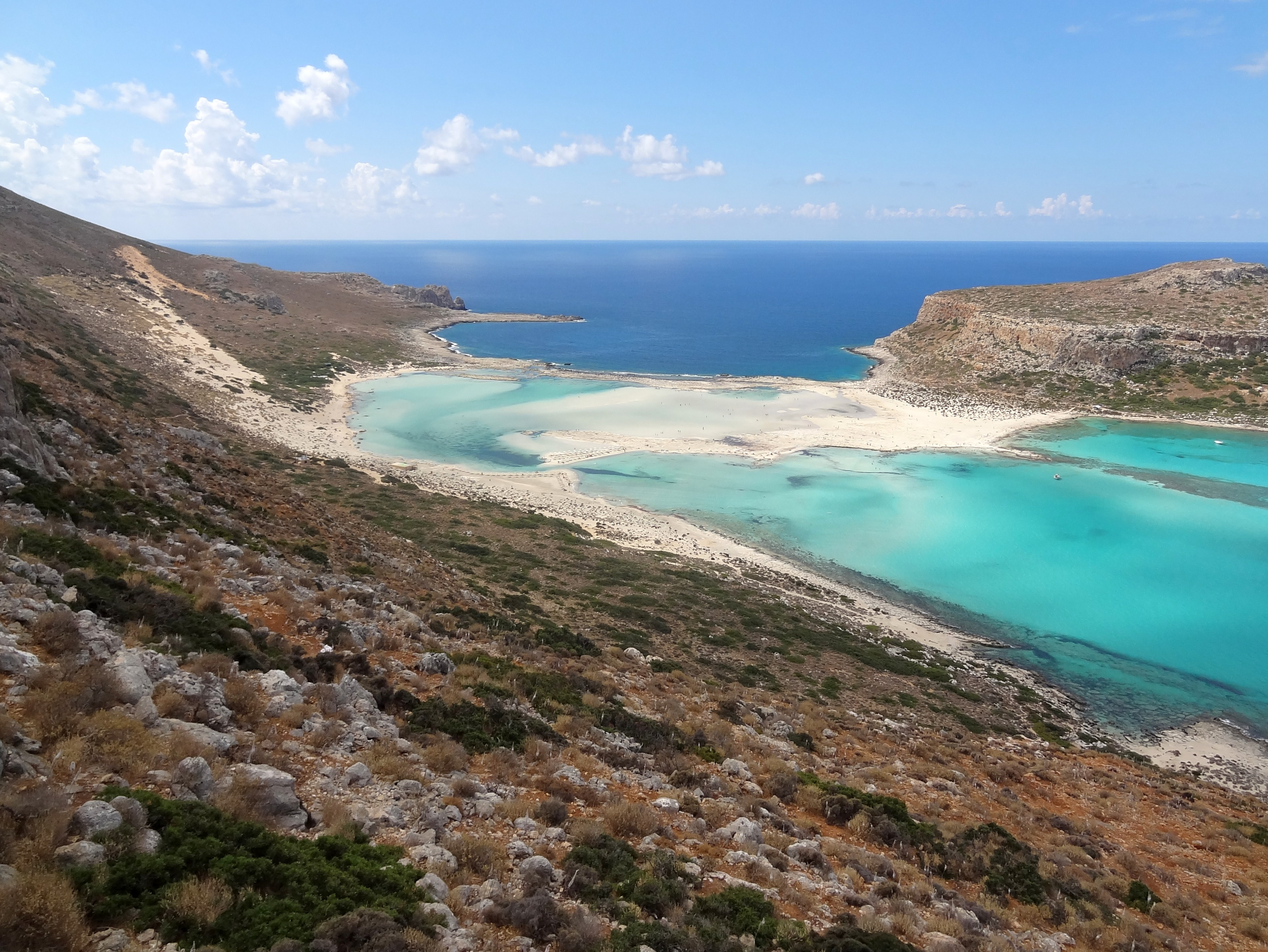
Praia e laguna de Balos; à esquerda: península de Grambússa; à direita: cabo Tigani

No fim do verão de 1825, um corpo de três ou quatro centenas de cretenses, que tinham combatido com outros gregos no Peloponeso, foram para Creta. Em 9 de agosto de 1825, este grupo de cretenses, comandado por Dimitrios Kallergis e Emmanouil Antoniadis, e disfarçados de turcos, capturaram o forte em Grambússa, que se tornou a sua base. Esta e outras ações revitalizaram a insurgência cretense, dando origem ao chamado "período Grambússa".
Apesar dos otomanos não terem conseguido retomar o forte, lograram impedir o alastramento da revolta às províncias orientais de Creta. Os rebeldes foram cercados em Grambússa por mais de dois anos e tiveram que recorrer à pirataria para sobreviverem. Grambússa tornou-se um ninho de pirataria cuja atividade afetou gravemente as relações turco-egípcias e a navegação europeia na região. Durante aquele período, a população organizou-se e foi construída uma escola e uma igreja. Esta foi batizada Panágia e Cleftrina (Panagia i Kleftrina) e dedicada às esposas dos cléftes (em grego: κλέφτης; romaniz.: kléphtēs) (nome dado aos rebeldes gregos), nomeadamente aos piratas.
Em 1828, o novo governante da Grécia, Ioánnis Kapodístrias, enviou Alexander Mavrocordatos com navios de guerra britânicos e franceses para lidar com os piratas. A expedição resultou a destruição de todos os navios dos piratas de Grambússa e a fortaleza ficou sob controlo britânico. Em 5 de janeiro de 1828, por ordem de Kapodístrias, Hatzimichalis Dalianis desembarcou em Grambússa com 700 homens.
Durante a revolta cretense de 1878, apenas os fortes de Grambússa, Ierápetra, Espinalonga, Heraclião, Retimno, Izedim (perto de Kalives), Chania, e Císsamos escaparam a ser capturados pelos rebeldes porque estes não dispunham da artilharia necessária.